# Namensvergabe für Wetterereignisse
Bei der Namensvergabe für Wetterereignisse kommen je nach Region verschiedene Methoden und Regeln zur Anwendung, seit es sich eingebürgert hat, Wetterereignissen wie Stürmen und Orkanen, auch in Form der verursachenden Tief- und Hochdruckgebiete, Namen zu geben.

## Geschichte
Von alters her war es üblich, Wetterereignisse entweder nach einer Gegend zu benennen, in der sie am folgenreichsten waren (Thüringische Sündfluth 1613), der Schadwirkung oder besonderem Ereignis (Jahr ohne Sommer 1816), sowie nach dem Datum, das früher in Allgemeingebrauch nach dem Heiligenkalender benannt wurde („Burchardiflut“ 1634), oder schlicht irgendwie „die Große“ (vorgenannte auch „Grote Mandränke“ ‚Das große Leute-Ertrinken‘; Great Freeze ‚Das große Frieren‘, Florida 1894/95). Diese anschauliche Methode, sich gewisse Ereignisse einprägsamer zu machen, ist für Unwetter so noch bis heute üblich (Westeuropa-Orkan 1987, diverse Rheinhochwässer oder Alpenhochwasser z. B. 2005; Lawinenwinter 1951 für den Alpenraum, Hitzesommer 2003; Capella-Orkan 1976 nach einem gesunkenen Schiff; Neujahrssturm 1992 nach dem Termin; allgemein Jahrhundertsommer nach der Jährlichkeit). Besonders im englischsprachigen sind auch sarkastische Namen bekannt, wie Dust Bowl (‚Staubschüssel‘) für die große Dürre der 1930er, oder The Beast from the East (‚Die Bestie aus dem Osten‘) für einen stürmischen Starkfrost über den britischen Inseln 2018.
Der Wetterdienst der USA begann während des Zweiten Weltkrieges, weibliche Vornamen in alphabetischer Reihenfolge für Taifune im Pazifik zu verwenden. Diese Methode vereinfachte die Kommunikation besonders bei gleichzeitigem Auftreten mehrerer Taifune, sodass sie ab 1953 auch für Hurrikane im Atlantik angewandt wurde. Diese Namenssysteme sind für tropische Extremwetter inzwischen internationaler Standard.
Seit 1954 vergibt das Meteorologische Institut der Freien Universität Berlin Namen speziell für alle Aktionszentren (Tief- und Hochdruckgebiete), die das Wetter in Deutschland beeinflussen. Die Besonderheit dieses Systems ist, dass es alle Tiefs und Hochs benennt, nicht nur diejenigen, die in Unwetter ausarten.
Dass die Tiefs Namen haben, wurde erst 1990 in der Bevölkerung bekannt, als die Medien die Namen der Orkane Vivian und Wiebke verwendeten.
Das Komitee der Weltorganisation für Meteorologie (WMO) empfahl, männliche und weibliche Namen in alphabetischer Reihenfolge mit jedem Jahr für Hoch- und Tiefdruckgebiete abzuwechseln, um eine Frauendiskriminierung zu vermeiden, weil Tiefdruckgebiete meist „schlechtes“ Wetter bringen, die Hochs hingegen „schönes“ Wetter.
Für den Pazifik begann man 1978, für den Atlantik 1979, auch männliche Vornamen im Wechsel zu verwenden.
1998 begann auch im deutschen Sprachraum die Diskussion darüber, worauf auch an der FU Berlin ein turnusmäßiger jährlicher Wechsel von weiblichen und männlichen Vornamen beschlossen wurde.
Diese ursprünglich nur unter Meteorologen verbreiteten Systeme haben im 21. Jahrhundert weit verbreitete mediale Präsenz gefunden (so betont der Dänische Wetterdienst die Hashtag-Tauglichkeit seiner Namen, um dem Bedürfnis nach schnell verfügbaren Aktualitäten nachzukommen). Ihr Nachteil, dass sie nur auf gewisse Regionen eingeschränkt sind, aber wetterwirksame Aktionszentren andernorts unbenannt bleiben, hat besonders in Europa zu weiteren regionalisierten Benennungsschemata geführt – mit der Folge, dass inzwischen manche Stürme je nach Land unter ganz anderem, und insgesamt in der Öffentlichkeit zunehmend mehreren Namen firmieren (so der Sturm Oktober 2013: St Jude’s/Christian/Simone).
Neben den Namen für die flüchtigen direkt witterungswirksamen Hoch- und Tiefdruckgebiete des Westwindgürtels gibt es auch einige benannte hochstabile Systeme, die permanent wetter- und klimawirksam sind, wie das Azorenhoch oder den Polarwirbel. Diese Benennungen gelten auch für Lagephasen und Zugbahnen, wie Islandtief oder Osteuropahoch. Eine Sonderform ist Vb-Wetterlage nach einem Klassifikationsschema (Bebber 1891). Für Wetterereignisse im eigentlichen Sinne sind diese selten namensbildend.

## Regionale Namensvergabe

### Zentraleuropa (FUB, Deutschland)
Die Namen für die Tief- und Hochdruckgebiete, die das Wetter in Europa beeinflussen, werden seit 1954 vom Meteorologischen Institut der Freien Universität Berlin vergeben. Diese Praxis ging auf einen Vorschlag der damaligen Studentin Karla Wege zurück, die später Meteorologin beim ZDF wurde. Seit 1998 erhalten die Tiefdruckgebiete in geraden Jahren weibliche und die Hochdruckgebiete männliche Vornamen, in ungeraden Jahren ist dies umgekehrt. Ist das Alphabet durchlaufen, beginnt man wieder bei «A». Zerfallende Kerne und Ableger schon benannter Systeme erhalten eine Nummerierung («I», «II», «III», …), sie können sich auch später räumlich weit voneinander entfernen.
Ursprünglich kamen die Namen von 10 Listen mit je 26 Namen in alphabetischer Reihenfolge, doch seit November 2002 kann auch ein „Wetterpate“ gegen Bezahlung eine Namenspatenschaft übernehmen und den Namen des jeweiligen Tiefs oder Hochs bestimmen. Er erhält ausführliches Material wie Wetterkarten, Urkunden und die „Lebensgeschichte“ des Druckgebildes. Das Geld kommt der studentischen Wetterbeobachtung am Institut zugute. Heute werden durchweg alle Namen über die Aktion Wetterpate vergeben. Patenschaften für Tiefdruckgebiete sind preislich günstiger, weil Tiefdruckgebiete kurzlebiger sind und der Ruf eines Hochs besser ist. Es treten etwa 100 Tiefs pro Jahr in Erscheinung (durchschnittlich vier bis fünf Alphabetdurchläufe), aber nur an die 50 Hochs (durchschnittlich zwei Durchläufe). Die Reservierung eines Namens kostet 390 Euro für ein Hochdruckgebiet und 260 Euro für ein Tiefdruckgebiet.
Die deutschen Namen werden auch in einigen Nachbarländern verwendet, jedoch nicht offiziell, wenn auch z. B. in Österreich, Tschechien oder Polen der mediale Gebrauch zunimmt.
Die Freie Universität Berlin benennt nur diejenigen Aktionszentren, die in Deutschland wetterwirksam sind. Die Hochs und Tiefs des Mittelmeerraums und Südosteuropas bleiben typischerweise oft unberücksichtigt. Daher sind die in Deutschland vergebenen Namen dort weitgehend ungebräuchlich. Auch aus dem Atlantik ankommende Tiefs erhalten ihren Namen erst, wenn sie Mitteleuropa tangieren, was zu Konflikten mit den jüngsten neuen Systemen in West- und Südwesteuropa führt. Diejenigen gealterten atlantischen Hurrikanes und westatlantischen subtropischen Tiefs, die vom US-Wetterdienst NHC als von der WMO beauftragtes Regional Specialized Meteorological Centre für den Raum tropischer Nordwestatlantik benannt wurden, behalten seit einigen Jahren den alten Namen, durchwegs mit dem Zusatz «ex-», auch außerhalb der alphabetischen Reihe bei – so die Europaorkane ex-Katia (August 2011) oder ex-Gonzalo (Oktober 2014).

### Skandinavien (NMI, Norwegen / SMHI, Schweden / DMI, Dänemark)
In Skandinavien wurde die Usance, Stürme nach dem Tag ihres Auftretens oder Wirkens zu benennen, länger beibehalten. Seit 1995 vergibt das Norwegische Meteorologische Institut (NMI) Namen nach einer jährlich vorab erstellten Namensliste, wie im amerikanischen System aber nur für überregionalere Extremwetter (Ekstremværlista). Das Institut verwendet norwegisches Namensgut, vermeidet dabei aber die Namen des Königshauses und andere Namen prominenter Personen, außerdem werden die Anfangsbuchstaben «Q», «W», «X», «Z» («Y» ‚i‘ ist im norwegischen häufig), sowie «Æ», «Ø», «Å» nicht verwendet. Frauen- und Männernamen wechseln sich – abweichend von der WMO-Empfehlung jährlichen Wechsels – laufend ab. Begonnen wurde mit Sturm Agnar (12. Oktober 1995, Nr. 9 der Extremwetter-Liste; die ersten Stürme dieser Liste firmieren als «navnløs» ‚namenlos‘), seither wurde drei Mal wieder bei «A» begonnen (Nr. 31 Januar 2003, Nr. 53 Januar 2010, Nr. 75 Dezember 2017). Die Liste ist nicht öffentlich einsehbar, der jeweilige Name wird erst bei Erscheinen des Unwetters bekannt gegeben, bei der Liste nach 2017 hat aber die Öffentlichkeit die Namen beigetragen.
Seit 2013 benennt auch Schwedens Meteorologisches und Hydrologisches Institut (SMHI) Sturmsysteme. Es folgt dabei einer Liste der Namenstage für das Datum, an dem der jeweilige Sturm die Grenzen Schwedens erreicht. Diese Namensliste wird Almanackans namnlängd genannt, sie orientiert sich am römisch-katholischen Heiligenkalender, gilt allgemein sprachpflegerisch für spezifisch schwedische Personennamen (wie Knut, 13. Januar, Bengt, 21. März) und wird vom Namnlängdskommittéen der Schwedischen Akademie der Wissenschaften erstellt. Diese Liste führt nur vier Kirchenfeste, Lichtmess (kyndelsmässodagen, 2. Februar), Mariä Verkündigung (Marie bebådelsedag, 25. März), Johannistag (Johannes Döparens dag, 24. Juni) und Allerheiligen (allhelgonadagen, 1. November) – diese vier Tage könnten für Stürme vorkommen. Der Sturm Simone (27./28. Oktober) war die erste Benennung nach schwedischem System.
Im selben Jahr begann nach Beschluss des seinerzeitigen Klima- und Energieministers auch das Dänische Meteorologische Institut (DMI) zu benennen. Anlass war der deutsch Christian benannte Sturm, der in der englischen Presse St Jude's Day Storm, in Schweden Simone genannt wurde, was für größere Verwirrung in den dänischen Medien sorgte. Die Namen dürfen die DMI-Mitarbeiter auf der Grundlage von fünf Vorschlägen wählen, die nach Vorgabe einfach gehalten werden, und ebenfalls auf heimisches Namensgut fokussieren. Frauen- und Männernamen wechseln sich wie in Norwegen laufend ab. Der erste Sturm nach diesem Beschluss, am 28. Oktober 2013, wurde nach einer Leserumfrage des Ekstra Bladet Allan genannt. Erste Eigenbenennung des DMI war der folgende Sturm Bodil (4.–7. Dezember 2013).
Um weitere Doppelbenennungen im skandinavischen Raum zu vermeiden, trafen die drei Wetterdienste die Übereinkunft, dass derjenige den Namen vergibt, dessen Land als erstes betroffen ist. Das ist typischerweise bei nordziehenden Atlantiktiefs (Skandinavien-Typ) zuerst Norwegen, bei ostziehenden (Skagerrak-Typ) Dänemark, über Schweden tauchen Tiefsysteme nur vereinzelt zuerst auf. Damit ist die Verwendung männlicher und weiblicher Namen in der Reihenfolge bunt gemischt, teils auch die Abfolge im Abc.

### Britische Inseln (Met Office, Vereinigtes Königreich / Met Éireann, Irland)
Im englischsprachigen Raum Europas wurden bis in jüngste Jahre die Wetterereignisse hauptsächlich durch die Presse benannt, Stürme oft nach althergebrachter Sitte nach dem Namen des Eintrefftags.
Met Office und Met Éireann haben 2015/16 ein eigenständiges System für die britischen Inseln eingerichtet. Es basiert nach US-amerikanischer Usance auf vorerstellten jahresspezifischen Namenslisten, die dann der Reihe nach an für Unwetterwarnungen relevante Tiefsysteme vergeben werden, aber nur an solche. Hochdrucksysteme werden nicht benannt. Kriterium ist eine Warnstufe Orange (amber; be prepared) oder Rot (take action) nach dem Unwetterwarnsystem des National Severe Weather Warning Service.
Das Namensgut wurde von der Öffentlichkeit gewählt (Kampagne Name our storms), die Anfangsbuchstaben «Q», «U», «X», «Y» und «Z» werden nicht verwendet, männliche und weibliche Namen wechseln jedes Mal. Namen, die in diesem Jahr nicht benötigt werden, verfallen. Schon vom US-NHC für Wirbelstürme vergebene Namen werden dabei außerhalb der Reihe übernommen (mit «ex-»), ebenso wie solche, die die Kooperation MeteoFrance/AEMET/IMPA vergibt.
Erstes nach diesem System benannte Wetterereignis war der Sturm Angus November 2016. In der Einführungsphase gab es Verwirrungen, so um die Benennung von Nebentiefs bei Sturm David (mit einem von Meteo-France/AEMET/IMPA vergebenen Namen) und folgendes Tief Fionn, wo eine Zeitlang auch der Name Georgina kursierte, was Met Office dementieren musste. Durch die Einschränkung auf Sturmtiefs gab es in der Praxis dann in Folge auch Ereignisse wie die Kältewelle Februar/März 2018, die unter dem Trivialnamen The Beast from the East bekannt wurde, deren Aktionszentren aber auch im englischsprachigen Raum als Hoch Hartwig (mit dem DWD/FU-Berlin-Namen) und Tief Emma (mit dem Meteo-France/AEMET/IMPA-Namen) geführt werden. Es gab Vermutungen, dass die fünf Wetterdienste Met Office, Met Éireann, MeteoFrance, AEMET und IMPA für das Wetterjahr 2018/19 eine gemeinsame Liste erstellen. Dazu ist es aber noch nicht gekommen. Mit der Saison 2019/2020 beteiligen sich die Niederlande an der Kooperation von Met Office und Met Éireann.

### Südliches Westeuropa (Meteo-France, Frankreich / AEMET, Spanien / IMPA, Portugal)
Per 1. Dezember 2017 beschlossen auch die Wetterdienste von Frankreich, Spanien und Portugal, Météo-France, Agencia Estatal de Meteorología (AEMET) respektive Instituto Português do Mar e da Atmosfera (IMPA), ein eigenes Benennungssystem einzurichten.
Es hat ebenfalls vorab erstellte jahresspezifische Namenslisten nach US-amerikanischer Art für unwetterverdächtige Tiefdrucksysteme, nicht aber für harmlose Tiefs oder Hochdruckgebiete. Kriterium der Vergabe eines Names in Frankreich sind Stürme (mit Böen ab 100 km/h), die auf nationaler Ebene als „bedeutend“ eingestuft werden (betreffen mehr als 10 % des Landes). In Spanien gilt Warnstufe Orange (naranja) oder Rot (rojo) nach dem nationalen Unwetterwarnsystem Plan Meteoalerta (bezüglich Windstärke über 90, 100 oder 110 km/h je nach Region; daneben auch andere Kriterien an der Küste). Die Namen werden bisher von den drei Wetterdiensten gemeinsam gewählt, und sind im Wechsel je ein landesüblicher Name und weiblich/männlich. Namen, die Met Office/Met Éireann zuerst vergeben haben, werden ebenso übernommen wie die des US-NHC für Tropenstürme (mit «ex-»).
Erster Sturm, der einen Namen nach diesem System bekam, war der Föhnsturm Dezember 2017, spanisch Ana, deutsch Yves. Es gab Vermutungen, dass die fünf Wetterdienste MeteoFrance, AEMET, IMPA, Met Office und Met Éireann für das Wetterjahr 2018/19 eine gemeinsame Liste erstellen. Diese Kooperation wurde bislang jedoch nicht realisiert.

### Mittelmeerraum und Osteuropa
Für diesen Raum hat sich bisher kein Benennungssystem entwickelt. Starke Sturmtiefs treten selten auf, häufiger sind die typischen regenbringenden Mittelmeertiefs, sodass wenig Bedarf nach Benennung besteht. Außerdem haben sowohl Italien (MeteoAM) wie Griechenland (ΕΜΥ/HNMS) militärische staatliche Wetterdienste, die wenig Öffentlichkeitsarbeit betreiben. Die FU Berlin benennt nur solche Wettersysteme, die in Deutschland wirksam sind, daher werden Mittelmeertiefs seltenst benannt, und weiterziehende Vb-Tiefs meist erst, wenn sie im Südstau der Sudeten eintreffen, lange nachdem sie auch schon in der Schweiz oder Österreich zu Folgen führten. Daher bleiben diese Bezeichnungen in Südeuropa durchwegs ungebräuchlich. Vereinzelt tauchen Namen auf, die aus privaten Wetterdiensten oder Communitys Eingang in die Presse fanden, etwa der Kaltlufteinbruch mit Medicane November 2017, der in Italien als Attila, in Griechenland als Zenon firmierte (deutsch die Tiefs Lemmy und Numa). Die aus dem Atlantik zwischen Biscaya und Azoren in den Mittelmeerraum vorstoßenden Sturmiefs werden ab 2018 wohl Namen durch Met Office/Met Éireann respektive MeteoFrance/AEMET/IMPA tragen (so wie beispielsweise Orkan Klaus 2009 auch bis Italien unter dem deutschen Namen bekannt wurde). Inwieweit MeteoFrance (Frankreich) oder AEMET (Spanien) dann auch Tiefs benennen werden, die sich erst im Mittelmeerraum bilden, bleibt abzuwarten.[veraltet]
Die CEE- und osteuropäischen Länder, deren Schlechtwetter durchwegs aus Nordwest bis West, selten Südwest eintrifft, verwenden bis jetzt meist die Namen der FU Berlin, wie sie in die Tagespresse eingang finden. Sie werden gegebenenfalls an die jeweilige Landessprache angepasst, so wurde der Orkan Xaver 2013 in Polen Ksawery genannt.

### Tropische Ozeane (WMO, international)
Atlantische Hurrikans und Pazifische und Indische Taifune und Zyklone werden nach einem international üblichen System benannt, das ursprünglich vom US National Weather Service begonnen wurde, und heute unter Ägide der WMO steht. Die Namen werden dabei vom regional als Leitstelle betrauten Wetterdienst (Regional Specialized Meteorological Centre, RSMC oder Tropical Cyclone Warning Centre, TCWC) vergeben. Dabei stehen mehrere Namenslisten bereit, die im jährlichen Turnus sukzessive an Tiefdrucksysteme mit zumindest Sturmstärke vergeben werden, im nächsten Jahr beginnt die nächste Liste, sodass der erste Sturm des Jahres meist auf «A» lautet. Besonders im negativen Sinne prominent gewordene Namen (wie Katrina 2005) werden aus der Liste genommen. Es gibt aber auch etwas abweichende Systeme, so werden die Namen für den nördlichen Indischen Ozean nicht nach dem Alphabet vergeben und auch nicht wieder verwendet, und die im westlichen Pazifik vergebenen Namen sind nicht alphabetisch geordnet und sind meist keine Personennamen.